# Запаљење средњег ува
Запаљење средњег ува, упала средњег ува (lat. оtitis media) је запаљењски процес у средњем уву који настаје у току инфекције горњих дисајних путева, ринитис, синузитиса, тонзилофарингитиса или баротрауме. Значај запаљења средњег ува је у његовој високој учесталости у општој популацији и потенцијално опасним компликацијама, нарочито оним у унутарлобањској дупљи. Запаљење средњег ува може бити локализовано у појединим његовим деловима, али најчешће запаљењски процес захвата све делове средњег ува а не тако ретко и остале структуре ува. Врста запаљења (негнојно-серозно и гнојно-пурулентно) и интензитет запаљења средњег ува зависи од патогености и вируленције микроорганизама, отпорности организма и узраста пацијента, а даљи ток запаљења од начина и резултата лечења. Зато се запаљење средњег ува према дужини трајања болести јавља у акутној, субакутној и хроничној форми а према трежини клиничке слике у благој средње тешкој и тешкој клиничкој форми.

## Етиологија
Најчешћи пут инфекције средњег ува је преко еустахијеве тубе из носно ждрелног простора, ретко хематогено (преко крви) код инфективних болести, и егзогено, код руптуре бубне опне.
Узрочници су стрептококус, пнеумококус и хемофилус. Вируси могу да им претходе.
Болест може настати услед неправилног и пречестог издувавања секрета из носа, код запаљења горњих дисајних путева (носа синуса и ждрела) или након баротрауме у току летења, роњења или након јаке акустичке трауме.

## Клиничка слика
Фаза ексудативне инфламације је прва и траје један до два дана. Наступају пораст температуре, пулсирајући бол, посебно ноћу, наглувост, зујање и осетљивост мастоидног наставка. Отоскопски се види хиперемија бубне опне са губитком видљивости елемената, затим балонираност бубне опне и некад пулсације.
Одбрамбена фаза је следећа и траје од три до осам дана. Пурулентни ексудат може спонтано процурети кроз бубну опну, што води смањењу бола. Отоскопски се види пурулентан секрет у каналу. После две до шетири недеље долази до комплентне резолуције процеса, са губитком секрета и зарастањем евентуалне перфорације. Ретко се перфорација затвара дебелим везивним ткивом са прираслицама и резидуалном наглувошћу или перфорација постаје стална.
Отоскопски налаз код серозног облика запаљења средњег ува

## Лечење
Лечење обухвата системске антибиотике 10 дана (полусинтетски пеницилин, амоксицилин), капи у нос и аналгетике. Код лакших, негнојних облика довољна је перорална примена антибиотика. Локално антибиотске капи не треба примењивати, већ локалну тоалету канала без његовог затварања.
Неадекватна терапија као нпр. недовољна доза, временскии период лечења и избор антибиотика може довести до компликација, било у раној или касној фази ко што је поновно јављање температуре, бола и секреције, главобоље, поремећај општег стања и пораст седиментације.
Операција је индикована код постојања компликација - мастоидитис, лавиринтитис, менингитис, епидурални емпијем, тромбоза сигмоидног синуса, апсцес мозга, поновне супурације, фебрилности и бола, погоршања општег стања.